# Åke Sandin (musiker)
Se även Åke Sandin för fler personer med samma namn.
Karl Åke Sandin, född 10 februari 1927 i Katarina församling, Stockholm, död 14 juli 1997 boende på Södermalm Stockholm, folkbokförd i Saltsjöbaden, Nacka
, var en svensk artist och låtskrivare som under 1960-talet gav ut ett antal skivor på det egna bolaget Jay Records.
Från 1965 och framåt släppte Sandin ett antal EP. Några låtar är skämtsamma i stil med Povel Ramel, andra beskriver Sandin själv som en misslyckad artist. 1968 släppte han sin enda LP, Rariteter à la Schlagermakaren. Sandins utgivning bemöttes med hån och sålde dåligt. Han lämnade musikbranschen, tyngd av skulder för resten av sitt liv.

I november 1968 arrangerade Åke Sandin en Biafra-gala i Stockholms konserthus där bland andra Ernst-Hugo Järegård utlovades medverka. Så skedde inte, utan istället fick publiken uppleva en revy med Åke Sandin i alla rollerna. 
Åke Sandins skivor är sällsynta på begagnatmarknaden. Men år 2002 gav Subliminal Sounds ut en CD med i stort sett alla hans alster.